# 萨缪尔·J·洛克利尔
萨缪尔·琼斯·“山姆”·洛克利尔三世（英語：Samuel Jones "Sam" Locklear III，1954年10月28日—），退役美国海军上将，曾任美国太平洋司令部司令(2012年3月9日-2015年5月27日)，之前曾任美国欧非海军司令，兼盟军那不勒斯司令部司令。

## 简历[2]
洛克莱尔三世于1977年毕业于美国海军学院，获作战分析理学学士学位。是一名水面作战军官。
他曾在威廉·v·普拉特号导弹驱逐舰服役，担任主推进助理和导弹火控官，后在海军核推进计划培训和服役，并在卡尔文森号航空母舰担任电气主助理。以精英荣誉从水面作战部门领导学校毕业后，在卡拉汉号导弹驱逐舰(DDG-994)上担任作战官和工程官，在特拉克斯顿号导弹驱逐舰(CGN-35)担任主任参谋。随后,他被派到莱夫特威奇号驱逐舰担任舰长，并率领驱逐舰2中队部署的德怀特·D·艾森豪威尔号航空母舰战斗群。2002年10月，他被任命统帅以尼米兹号航空母舰为头舰的第11航母战斗群（原第5航母战斗群），2003年，率队在波斯湾支援伊拉克自由行动和持久自由行动。
在岸上，洛克莱尔三世曾在美国海军学院院长室任职，后成为第78任学员队司令。在华盛顿特区，他在联合参谋部战略计划和政策局区域参与存在联合作战能力评估科科长，海军作战副部长的行政助理，评估科（N81D）担任需求副科长。2004年2月，他回到了海军作战部长室担任水面战（N76B）副主任，2004年10月，他成为评估科（N81）科长，2005年10月，他担任规划科科长（N80）。2007年5月至2009年7月，担任美国第3舰队司令，2009年7月开始担任海军参谋部（N09B）主任至2010年10月。
2011年3月，他曾与美国非洲司令部司令卡特·哈姆一起执行利比亚禁飞区，2012年3月9日任现职。
洛克莱尔三世1992年在武装部队产业学院完成学业，拥有乔治华盛顿大学的公共管理硕士学位，并参加国雪城大学麦克斯韦学院的国家安全高级官员班。